# 颶風瑪麗亞 (2017年)
颶風瑪麗亞（英語：Hurricane Maria）為2017年大西洋颶風季第15個熱帶氣旋，也是當年北大西洋第7個颶風、第2個五級颶風。瑪麗亞距離上一個五級颶風艾瑪兩者生成時間僅差2週。由於颶風瑪莉亞對於波多黎各等多個國家造成嚴重災情，瑪莉亞已從颶風命名序列中除名。

## 氣象歷史
美國國家颶風中心於9月13日起開始觀察兩個大西洋洋面上的熱帶擾動，東邊的擾動很迅速地形成了颶風李（Lee），西邊的擾動則持續往西前進。隨著其前進路徑的良好條件，美國國家颶風中心評比期可能會形成熱帶風暴。 兩日後，該擾動發展更加良好。 9月16日，美國國家颶風中心將之評比為「Potential Tropical Cyclone Fifteen」。由於其所在的海域條件極佳，當天晚上九時直接升格為熱帶風暴，並取名為瑪麗亞（Maria）。 瑪麗亞此時位於小安地列斯群島東南東側約1,000公里的海面上。
9月19日，颶風瑪麗亞的中心氣壓錄得909百帕，正式取代1924年的「古巴」颶風與2004年的颶風伊萬，成為史上最強烈的大西洋颶風第10名。9月20日0時中心氣壓更低至908百帕。 由於眼牆置換循環，瑪利亞暫時減弱為四級颶風，並於9月20日下午6時15分登陸波多黎各亞武科阿，造成島上多處土石流與停電災情。登陸波多黎各時的平均風速155 mph（250 km/h），更是繼1928年聖費利佩二世颶風以來，登陸並侵襲波多黎各的最強颶風。
| 最强烈的大西洋飓风     | 最强烈的大西洋飓风 | 最强烈的大西洋飓风 | 最强烈的大西洋飓风 | 最强烈的大西洋飓风 |
| 排名                   | 飓风               | 飓风季             | 气压               | 气压               |
| 排名                   | 飓风               | 飓风季             | 百帕               | 英寸汞柱           |
| ---------------------- | ------------------ | ------------------ | ------------------ | ------------------ |
| 1                      | 威尔玛             | 2005               | 882                | 26.05              |
| 2                      | 吉爾伯特           | 1988               | 888                | 26.23              |
| 3                      | “劳动节”           | 1935               | 892                | 26.34              |
| 4                      | 丽塔               | 2005               | 895                | 26.43              |
| 5                      | 米尔顿             | 2024               | 897                | 26.50              |
| 6                      | 艾倫               | 1980               | 899                | 26.55              |
| 7                      | 卡米尔             | 1969               | 900                | 26.58              |
| 8                      | 卡特里娜           | 2005               | 902                | 26.64              |
| 9                      | 米奇               | 1998               | 905                | 26.73              |
| 9                      | 迪安               | 2007               | 905                | 26.73              |
| 来源：大西洋飓风数据库 |                    |                    |                    |                    |

隨著瑪麗亞逐漸往中高緯度地區，強度也從五級颶風逐漸減弱為熱帶風暴。
2017年9月30日，美國國家颶風中心認為其已轉化為溫帶氣旋，並發出最後警報。
| 1                      | 卡特里娜 | 2005 | $1250億 |
| 2                      | 哈維     | 2017 | $1250億 |
| 3                      | 伊恩     | 2022 | $1130億 |
| 4                      | 瑪麗亞   | 2017 | $900億  |
| 5                      | 海倫妮   | 2024 | $879億  |
| 6                      | 米爾頓   | 2024 | $850億  |
| 7                      | 艾達     | 2021 | $750億  |
| 8                      | 桑迪     | 2012 | $650億  |
| 9                      | 艾瑪     | 2017 | $521億  |
| 10                     | 艾克     | 2008 | $300億  |
| 来源：美国国家飓风中心 |          |      |         |

## 影響

### 多米尼克
9月18日颶風登陸前，其外圍環流的降雨已造成多米尼克多處土石流災情。 當日晚間9時35分，瑪莉亞以五級颶風之姿登陸多米尼克，其165 mph（270 km/h）的強風吹走了包括總理羅斯福·斯凱里特在內多數民眾的住處屋頂。 羅斯福·斯凱里特將此災難稱之為「mind boggling」，並表示此刻救援遠比災情回報更為優先。

### 波多黎各
首府聖胡安刮起平均風速64 mph（103 km/h）、最大陣風113 mph（182 km/h） 的強風，並造成多處土石流。亞武科阿（Yabucoa Harbor）與Camp Santiago亦分別刮起109 mph（175 km/h）與118 mph（190 km/h）的強陣風。颶風瑪麗亞嚴重摧毀島上的供電設施，造成至少350萬民眾無電可用。